# Charaxes zambiae
Charaxes zambiae är en fjärilsart som beskrevs av Van Someren 1970. Charaxes zambiae ingår i släktet Charaxes och familjen praktfjärilar. Inga underarter finns listade i Catalogue of Life.